# Біломорський військовий округ
Біломо́рський військо́вий о́круг (БелВО) — одиниця військово-адміністративного поділу в СРСР, один з військових округів, що існував у період в 1918, 1920–1921 та з 1944 по 1951.

## Історія
Утворений по декрету Раднаркому в травні 1918 року. Існував: 4 травня — 15 серпня 1918 року; 20 березня 1920 року — 17 травня 1921 року; 15 грудня 1944 року — 29 червня 1951 року. Спочатку включав території Архангельської, Вологодської і Олонецької губерній, острови Білого моря і частину островів Північного Льодовитого океану.
Надалі територія округу неодноразово змінювалася. Після розформування округу його територію включено до Північного військового округу. Управління округу перебувало в містах — Архангельську, Вологді, Кемі і Петрозаводську.
У 1945 році територія округу включала Архангельську, Вологодську, Мурманську області, Карело-Фінська РСР і Комі АРСР; управління — в місті Кем. До складу округу увійшли 14-а армія і ряд окремих з'єднань і частин. Округ виконував завдання, пов'язані з обороною північних кордонів СРСР. Одночасно здійснював формування і підготовку резервних з'єднань і частин, а також маршевого поповнення для діючої армії. Після війни неодноразово реорганізовувався аж до розформування літом 1951.

## Командування
- Командувачі:
  - 1918 — Ф. Е. Огородников
  - 1920 — Б. І. Краєвський
  - 1920 — Г. С. Дудников
  - 1920 — М. О. Шипов
  - 1920–1921 — С. П. Нацаренус
  - 1944–1945 — генерал-лейтенант Т. І. Шевалдін
  - 1946–1948 — генерал-полковник В. О. Фролов
  - 1948–1949 — генерал-полковник М. С. Шумилов
  - 1949–1951 — Маршал Радянського Союзу К. П. Мерецков.